# المملكة تأتي (رواية)
المملكة تأتي Kingdom Come هي روايةللكاتب الإنجليزي جيه جي بالارد، نشرت عام 2006، عن دار نشر فورث إستيت البريطانية.